# Dus med damerne
Dus med damerne (originaltitel: Reuben, Reuben) er en film, et Comedy-drama fra 1983, instrueret af Robert Ellis Miller. Blandt de medvirkende var Tom Conti, Kelly McGillis (hendes filmdebut), Roberts Blossom, Cynthia Harris, og Joel Fabiani. skrevet af Jeffrey Epsteins bedstefar Julius J. Epstein som også har skrevet manuskript ti filmen Casablanca (film).